# Avon Championships of Philadelphia 1979
Avon Championships of Philadelphia 1979  — жіночий тенісний турнір, що проходив на закритих кортах з килимовим покриттям Палестра у Філадельфії (штат Пенсільванія, США) в рамках циклу Avon Championships 1979. Турнір відбувся увосьме і тривав з 5 березня до 11 березня 1979 року. Четверта сіяна Венді Тернбулл здобула титул в одиночному розряді й отримала за це 24 тис. доларів США.

## Фінальна частина

### Одиночний розряд
Венді Тернбулл —  Вірджинія Вейд 5–7, 6–3, 6–2
- Для Тернбулл це був другий титул за сезон і четвертий за кар'єру.

### Парний розряд
Франсуаза Дюрр /  Бетті Стов —  Рене Річардс /  Вірджинія Вейд 6–4, 6–2

## Розподіл призових грошей
| Дисципліна       | П       | F       | ПФ     | ЧФ     | 1/8    | 1/16 |
| Одиночний розряд | $24,000 | $12,000 | $6,000 | $3,000 | $1,600 | $900 |